# Datendefinitionsspezifikationen
Datendefinitionsspezifikationen (Abkürzung: DDS, englisch Data Definition Specifications) ist eine auf dem IBM System/38 und AS/400 verwendete Art der Datenbeschreibung für programmbeschriebene Dateien.

## Funktionen
Durch die Benutzung der Datendefinitionsspezifikationen können Dateiattribute extern beschrieben werden, also nicht im Anwendungsprogramm selbst, sondern in programmunabhängigen Dateibeschreibungen.
Dateien für die DDS-Nutzung können sein:
- Physische Dateien
- Logische Dateien
- Bildschirmdateien
- Druckerdateien
- Datenfernverarbeitungsdateien und BSC-Dateien